# Pau y Amigos
Pau y Amigos es un proyecto mexicano de colaboraciones
independientes que inició alrededor de 2004, con Paulina Lasa (voz,
bajo y teclados), su principal precursora, que cuenta con Paco Martínez
(guitarra, bajo, teclado) y Paola Uribe (batería) para sus
presentaciones en vivo. Cuentan con un material discográfico llamado “El Bar de Peter
Pan” (2011).

## Historia

### El inicio
Tiempo después de haber hecho publicaciones y aportaciones
a diversos medios impresos y blogs, haber apoyado su iniciativa “Voy a
cambiar el Mundo”, ofrecer conferencias y mezclar como DJ de forma
melómana, a lo largo de 2003 Paulina Lasa comienza a hacer letras:
“Cuando comencé a escribir letras no tenía idea de composición ni de
cómo producir con la computadora”, y a buscar compañía para poder
convertirlas en canciones: “busqué el apoyo de amigos cuya música me gustaba
y pensé que podían identificarse con las letras”.
En ese mismo año termina su primera composición lírica y musical, basando la primera en
querer comunicar distintas cosas: “Siento que tengo algo que decirle a la gente que no conozco pero que creo que ha vivido cosas parecidas y
ve al mundo de manera similar a la que la veo yo”; respecto a la parte
musical, comentó en su momento: “Me gusta de todo, desde lo más
tradicional (cumbias, folk y sones) hasta lo más producido e incluso
de “mal gusto” como Benassi, depende la hora y el lugar”.

### El nombre, colaboradores y lanzamiento del primer disco
Después de haber estado trabajando desde 2004, todas las colaboraciones han
sido parte importante en este proyecto, como Bufi, Andrés Almeyda, Crespo, Damn
Disko, Diego Cevallos, Gabo Reyna, Hoodie Hoo!, Jacinto DiYeah, JM
Salinas, Julián Plascencia, Sonido Trucha, Tropitek y Juan Soto, de
donde nace el nombre de “Pau & Amigos” por los colaboradores y
espectadores que siguen en diversos espacios y posibilidades al grupo.
Poco a poco fueron integrando las letras y el sonido que tiene su primera producción llamada “El Bar de Peter Pan” la cual está inspirada, en palabras de Paulina:"De ese personaje que no quiere crecer y se sigue comportando como un niño toda su vida, en conjunción con el fenómeno de los adultos que se liberan y se permiten "jugar" otros roles cuando están en un bar o en un ambiente festivo” está compuesta de 8 canciones de manera digital y de 12 canciones de manera física a cargo de la disquera independiente Discos Tormento, masterizado en RecPlay por Gabo Reyna y distribuido por Noise Kontrol, éste salió el 9 de marzo de 2011 y se presentó oficialmente el 10 de marzo de 2011.
Está disponible para descarga en iTunes, y a la venta en presentaciones en vivo de la banda.
Con respecto a la parte visual, al diseño, fotografía y video de la banda, ha estado a cargo de Daniela Domínguez, Daniela Kiehnle, Giselle Elías, Iván Krassoievitch, Renato Ornelas, Jessica Rangel y Javier Velázquez, que han colaborado a lo largo del proyecto para estos aspectos.

### Presentación en vivo
El proyecto y las canciones ya estaban armadas y Paulina Lasa buscó con quien presentarlas en vivo, así que después de haber lanzado el disco, se dedicó a presentar en vivo el material, contando con la ayuda de Paola Uribe(batería) y Paco Martínez (guitarra, bajo, teclado), siendo en éstas en las que se expresa su actitud y convivencia con la gente que asiste
a verlos; además de la interpretación de las piezas musicales en inglés y español, recurren a la interacción con su público para poder hacerles llegar mejor lo que quieren expresar, con canciones como “No More Taxis” que como dice en palabras de su vocalista “una canción que habla de los fresas”, “Fuego al Juego” en el que dice: “No me vengas a hablar de romances porque sé quién eres y que es lo que quieres; hoy no quiero un guapo mujeriego, hoy si estoy de malas pintaré una raya” en el que se muestra también el lado amor-desamor de la compositora, al igual que en “Eternal Love” o “Matrimonio por Conveniencia” que no necesita más palabras para saber de qué habla.
El proyecto se puede considerar independiente, ya que a pesar de tener una disquera, buscar presentaciones, y no tener ayudantes en escena, se enfocan en la difusión de su música, la originalidad de ésta y no en ganar grandes cantidades de dinero, aunque a esto Paulina comenta: “En realidad todo está mezclado, porque si no tienes dinero, no puedes acceder al equipo necesario para grabar o tocar música en vivo; si no hay difusión, es difícil conseguir tocadas donde te paguen por hacer tu trabajo; si hacer tu trabajo implica pérdidas constantes, llegará un momento en que se vuelva insostenible y tengas que buscar otras formas de vida..."

### Música e influencias
Su música la define Paulina como:“Un gusto por el rock y los guitarrazos combinado con una sensibilidad por ritmos bailables cachondos, además de las letras juguetonas y directas que describen la vida de jóvenes creciendo en la ciudad de México” con canciones como “Rollercoaster”, “Fuego
Al Juego”, “Paranoia” o “El Bar de Peter Pan” en los que se comprende
la intención de sacudirte y pasar un rato animado escuchándolos, es
decir, bailable y agradable. Su canción más conocida: “Fiesta
Permanente” dispone de varios remixes hechos por Sonido Lasser Drakar,
Jacinto DiYeah! y Guardia Costera.
Se han presentado en bares musicales, como Covadonga, Imperial,
Caradura, o en recintos como el Centro Nacional de las Artes (CNA) y
el Foro Eugenio Toussaint. Se han dado a conocer por su difusión en
Internet y el apoyo de seguidores que comparten su música con la
gente, además de promoción en estaciones como Reactor 105.7 o Ibero 90.9, de descargas en sitios como Warp.com y DiscosTormento.com, su
aparición en el programa televisivo “El Mundo Al revés” de la cadena
Telehit y la inclusión de 3 de sus temas (“Matrimonio Por
Conveniencia”, “Fiesta Permanente” y “Fuego Al Juego”) en la serie
“Soy Tu Fan”de Once TV.
Sus influencias van, según la banda, desde El Tri, Caifanes y Ultrasónicas hasta Quiero Club, Instituto Mexicano del Sonido, Maria Daniela y Su Sonido Lasser, Dapuntobeat, Disco Ruido y Café Tacvba

### Segunda Producción
Recientemente Paulina ha comentado adelantos de lo que será su segunda
producción discográfica con el grupo: “parte de dicho material ya está
cocinado y expuesto al público en nuestros toquines, sin embargo, aún
no se ha decidido formalmente cómo saldrá a “manos” de los fanes, pero
ya hay varias ideas acerca de su presentación, las cuales van desde el
formato digital hasta el finísimo vinil”[cita requerida].

## Discografía
“El Bar de Peter Pan” (2011)
- El Bar de Peter Pan"

- Fuego al Juego"

- No More Taxis"

- Fiesta Permanente"

- Rollercoaster"

- Paranoia"

- Eternal Love"

- Matrimonio por Conveniencia"

- Fiesta Permanente (Sonido Lásser Drakar Remix")

- Fiesta Permanente (Jacinto Diyeah! Remix)"

- Buzzards (Datin Disco Remix)"

- Buzzards (Rubinskee Remix)"

Sencillos:
- Fiesta Permanente"
- El Bar de Peter Pan"
- Paranoia"

## Formación
- Paulina Lasa Vocalista principal, Bajo, Teclados
- Paco Martínez Guitarra principal, Sintetizadores, coros
- Paola Uribe Batería